# Giovanni Paradisi
Pour les articles homonymes, voir Paradisi.
Giovanni, comte Paradisi (francisé en « Jean Paradisi »), né à Reggio d'Émilie vers 1760 et mort 26 août 1826) est un mathématicien et homme politique italien des XVIIIe et XIXe siècles.

## Biographie
Giovanni Paradisi naît à Reggio vers 1760. Il est le fils d'Agostino Paradisi, traducteur en vers italiens tout le théâtre de Voltaire : son père, poète distingué de son temps, lui laisse plus de réputation que de fortune. Giovanni fait de bonnes études, se passionne pour Horace et pour les mathématiques, qui lui fournissent une ressource contre l'adversité. Il donne des leçons de cette science avant la révolution d'Italie.
Le sentiment d'envie, qui fait que l'homme à talent croit avoir plus de droit aux faveurs de la fortune que les ignorants qui souvent en jouissent, est le sentiment dominant de M. Paradisi. Il voit donc avec transport cette révolution d'égalité et de liberté que les Français apportent dans sa patrie en 1796, et il se hâte d'aller leur offrir ses services. Il est l'un des principaux protagonistes de la politique qui conduit à la création de la République reggiane (it), de la république cispadane puis de la République cisalpine.
Le général Bonaparte, sentant le parti qu'il peut en tirer, le charge de disposer les éléments d'une république dans l'assemblée de tous les révolutionnaires de Lombardie à Milan, et le crée l'un des directeurs de la République cisalpine. M. Paradisi y déploie des vertus qui deviennent incommodes à quelques-uns de ses collègues. Il est victime de leurs intrigues auprès du général Brune, commandant de l'armée française dans la Lomnbardie, qui, au nom au nom du directoire français l'oblige, par des voies indirectes, de donner sa démission (avril 1798), comme si elle avait été spontanée, en même temps que Pietro Moscati. Carlo Testi lui succède. Il ne prend plus aucune part aux affaires de la république. Il n'en est pas moins exposé aux persécutions des Austro-Russes de retour en Lombardie après la campagne de 1799.
M. Paradisi, qui ne peut fuir à temps, est arrêté et envoyé dans une forteresse des Bouches-du-Cattaro. Il s'y console en récitant Horace, dont l'aimable philosophie convient encore plus à son caractère qu'à sa situation. Déjà, avant cet événement, et lorsque Bonaparte était à Milan, il s'était fait auprès de lui le mécène des écrivains révolutionnaires (comme Vincenzo Monti), et la jouissance qu'il y avait trouvée ajoutait à son penchant pour cette espèce de rôle qu'ensuite on le verra jouer avec plus d'éclat.
La victoire de Marengo ayant rétabli le pouvoir de Bonaparte en Italie, le premier soin du triomphateur est de briser les fers des patriotes italiens emprisonnés. M. Paradisi revient à Milan, où il est accueilli d'une manière honorable par le gouvernement et par le peuple. Bonaparte jette encore les yeux sur Paradisi pour en faire un des membres de sa commission provisoire de gouvernement : il y donne l'exemple de l'oubli du passé et du pardon envers ses ennemis.
Bonaparte l'appelle, en 1801, à Lyon, lors des comices italiens qui donnent à la République cisalpine le nom de République italienne, un nom et une forme préparatoires à l'érection du trône que le premier consul voulait s'y créer, qui sera en 1805 celui du royaume d'Italie. Paradisi se montre favorable aux vues du vainqueur de Marengo, se rappelant peut-être le mauvais usage que la multitude avait fait des pouvoirs qu'on lui avait confiés. M. Paradisi mérite ainsi la faveur du prince, qui l'en récompense par une confiance illimitée. En même temps que dans ces comices il se fait déclarer président de la République italienne (1802-1805), Bonaparte en nomme Paradisi consulteur d'État et membre du collège électoral de' dotti (« des docteurs »).
Paradisi n'abuse pas de la confiance de son protecteur : ses ennemis mêmes rendent justice à sa modération, à son désintéressement, à ses vertus publiques, qui sont d'autant plus précieuses qu'elles sont moins communes et plus nécessaires dans les temps de révolution et de trouble.
Il est nommé directeur général de la division des routes, de l'eau et des frontières au ministère de l'Intérieur du royaume d'Italie (1805-1809). C'est en cette qualité qu'il a à déterminer les limites de l'Isonzo avec les commissaires autrichiens.
M. Paradisi, se conduisant avec beaucoup d'art et de finesse, ne contribue pas peu à la facilité avec laquelle son protecteur se fait créer roi d'Italie ; et celui-ci l'en récompense par des faveurs de tous les genres. On doit à M. Paradisi la justice de dire qu'il s'est montré plus désintéressé que beaucoup d'autres dans l'exercice des importantes fonctions auxquelles il a été appelé.
Napoléon Ier, outre les places auxquelles il l'a appelé, le nomma comte du Royaume, grand-dignitaire de l'ordre de la Couronne de fer, et grand cordon de la Légion d'honneur. M. Paradisi, mathématicien très-distingué, devient membre de l'Institut italien (it), formé à l'image de l'Institut de France, et président de ce corps : sa haute faveur éveille la jalousie, compagne d'une fortune rapide et brillante.
Sa fortune devient cependant considérable. Malgré son apathie, il se montre fort sensible aux attaques de quelques écrivains. Rien ne l'émet autant que quelques terzines (forme de tercet utilisé par Dante dans sa Divine Comédie) de la première des satires de Lattanzi sur les mœurs de la révolution, Satire sui Costumi della rivoluzione, composées en 1803, et publiées à Milan en 1805. Il emploie contre la poète toute sa puissance auprès du vice-roi Eugène de Beauharnais. Celui-ci, tout en souriant de ce qu'il entrevoyait dans les terzines, ne peut s'empêcher de mettre un frein à la muse envenimée de l'auteur.
Le comte Paradisi, par reconnaissance envers ses bienfaiteurs, est un des sénateurs qui font le plus d'efforts, dans la célèbre séance du 17 avril 1814, pour que le sénat du royaume d'Italie fisse une démarche auprès des alliés, et particulièrement de l'empire d'Autriche, pour obtenir que la couronne en soit placée sur la tête du prince Eugène. Mais la majorité se déclare contre ce vœu, et il est décidé qu'on se bornera à demander la cessation des hostilités, l'indépendance du royaume et l'intégrité de son territoire, garantie aux termes du traité de Lunéville.
Après la chute du trône de Bonaparte, il reste quelque temps à Milan, où on le voit plusieurs fois à la tête de l'Institut (it) dont il est le président (seule place qui lui a été conservée). C'est lui qui, en cette qualité, reçoit, le 12 février 1815, la lettre par laquelle le feldmarschall de Bellegarde assure, au nom de l'empereur François Ier, ce corps littéraire de sa protection.
Peu de temps après, il retourne à Reggio, où, privé de ses plus lucratifs emplois, il vit très retiré et avec la plus sévère économie, ne s'occupant que de sciences. Profond mathématicien, poète élégant, bon écrivain en prose, orateur éloquent, il réunit toutes les qualités, et mériterait le titre du plus illustre Italien de cette époque si l'esprit de parti pouvait jamais céder à la voix de la vérité.
Il meurt à Reggio, à l'âge d'environ soixante-six ans, le 26 août 1826.

## Publications
- Proposizioni fisico-matematiche, Modène, 1779, in-4
- Discorso recitato nella prima adunanza dell istituto italiano di scienze, lettere ed arti, in-4 (lire en ligne)
- Ricerche sulla vibrazione delle lamine elastiche, Bologne, 1806
  - Traité sur la vibralion des Cordes sonores, qui eut un grand succès
- Il vitalizio, commedia, Milan, 1822
- ses Œuvres choisies ont été publiées avec celles de son père, Milan, 1828, in-8

## Fonctions
- Membre du Directoire cisalpin (1797-1798)
- Membre de la commission de gouvernement (1800)
- Membre de la consulte d'État (consulte de Lyon) de la République italienne (1802)
- Directeur général de la division des routes, de l'eau et des frontières au Ministère de l'Intérieur du Royaume d'Italie (1805-1809)
- Conseiller d'État
- Consulteur du Royaume et membre du collège électoral de' dotti (des docteurs) de Crostolo
- Sénateur (19 février 1809) et président du Sénat du Royaume d'Italie (1809, 1811 et 1812)
- Membre (1802)[2] et président presque perpétuel de l'Institut italien des sciences, lettres et arts (it)

## Titres
- Comte Paradisi et du Royaume d'Italie (lettres patentes du 12 avril 1809).

## Distinctions
- Grand dignitaire de l'ordre de la Couronne de fer
- Grand-cordon de la Légion d'honneur
- Chevalier de l'Ordre de l'Aigle d'or

## Armoiries
| Figure | Blasonnement |
|        | Armes de comte du Royaume, Écartelé: au 1, des comtes sénateurs du Royaume ; au 2, de gueules à deux triangles entrelacés d'argent ; au 3, de gueules à une lyre d'argent ; au 4, de sinople, à deux barres d'argent. |